# Selektiver Noradrenalin-Wiederaufnahmehemmer
Selektive Noradrenalin-Wiederaufnahmehemmer (NARI = NorAdrenaline-Reuptake-Inhibitor oder NERI = NorEpinephrin RI) sind eine Wirkklasse von Antidepressiva. Diese Psychopharmaka entfalten ihre Wirkung selektiv am Noradrenalin-Transporter im Gehirn.

## Pharmakologie
Selektive Noradrenalin-Wiederaufnahmehemmer (NARI) binden im zentralen Nervensystem an die Noradrenalin-Transporter und hemmen dadurch die Wiederaufnahme (Re-Uptake) dieses Neurotransmitters in die Präsynapse. Auf diese Weise erhöhen sie, zumindest initial, dessen Konzentration im synaptischen Spalt.
Die antidepressive Wirkung ist – wie bei allen Antidepressiva – vermutlich auf die höhere Neurotransmitterverfügbarkeit durch Anpassung der Rezeptoren und ähnlicher Strukturen, die mit einer zeitlichen Latenz auftritt, zurückzuführen.  Dopamin und Serotonin-Transporter werden von den NARI nahezu nicht besetzt, daher die Bezeichnung Selektiv. NARI sind nebenwirkungsärmer als die älteren trizyklischen Antidepressiva. Letztere interagieren auch mit anderen Neurorezeptoren und wirken deshalb zum Beispiel antihistaminisch bzw. anticholinerg.

## Arzneimittelwirkstoffe
Obwohl nie zugelassen, wird Nisoxetin als Referenzwirkstoff in der Forschung verwendet.
In Deutschland waren bzw. sind die folgenden Substanzen für folgende Anwendungsgebiete zugelassen:
Als Antidepressiva:
- Reboxetin (Solvex®, Edronax®)
- Viloxazin (Vivalan®; Zulassung wurde vom Hersteller nicht mehr verlängert, das Mittel ist also nicht mehr erhältlich)

Zur Behandlung der Aufmerksamkeitsdefizit-/Hyperaktivitätsstörung (ADHS):
- Atomoxetin (Strattera®)

Zur Behandlung der Adipositas zugelassen:
- Mazindol

Als Skelettmuskelrelaxans:
- Orphenadrin (Norflex®)

## Nebenwirkungen
- Mundtrockenheit
- Harnverhalt
- Übelkeit
- Sexuelle Dysfunktion
- Appetitlosigkeit
- Unruhe
- Schlafstörungen
- Kältegefühl